# Niederstinzel
Niederstinzel település Franciaországban, Moselle megyében. Lakosainak száma 236 fő (2022. január 1.). Niederstinzel Fénétrange, Mittersheim, Postroff, Diedendorf, Vibersviller és Wolfskirchen községekkel határos.

## Népesség
A település népességének változása:
| Lakosok száma | 334  | 287  | 253  | 245  | 266  | 262  | 257  | 252  | 247  | 236  |
|               | 1968 | 1982 | 1990 | 2006 | 2013 | 2015 | 2017 | 2019 | 2020 | 2022 |